# رامون اونزاگا
رامون اونزاگا (انگلیسی: Ramón Unzaga; ۱۸ ژوئیهٔ ۱۸۹۲ – ۳۱ اوت ۱۹۲۳) بازیکن فوتبال، و سرمربی (فوتبال) اهل شیلی بود.
از باشگاه‌هایی که در آن بازی کرده‌است می‌توان به اشاره کرد.